# 基地 (新納粹)
基地（英語：The Base）是一个極端右翼新纳粹主义準軍事恐怖組織，由里納多·納薩羅（英語：Rinaldo Nazzaro）于2018年6月成立，活跃於美国、加拿大、澳大利亚、南非、俄羅斯及烏克蘭等地。

## 历史
基地组织由曾在联邦调查局和五角大楼工作、化名諾曼·斯皮爾（英語：Norman Spear）和羅曼·沃爾夫（英語：Roman Wolf）的里納多·納薩羅创立。据报道，纳薩罗于2018年在美国华盛顿州购买了几块無公共設施（off-the-grid）的土地，用作生存主义训练营。
納薩羅创建「基地」後移居俄罗斯，并从該地遙距指导组织活动。2020年11月，俄罗斯国家电视台播放了納薩羅的长篇采访。

## 意識形態和近況
「基地」是一个白人民族主義加速主義准军事组织和培训网络。它主张形成白人民族国家，认为可以通过恐怖主义和暴力推翻现有政府来实现这一目标。该组织的审查程序旨在将坚定的极端分子与恐怖技能联系起来，以制造现实世界的暴力。 它组织“种族战争准备者”（race war preppers），并经营“仇恨营”（hate camps）或训练营。    该组织与极右翼极端组织核武師和烈火师有联系。 
納薩羅稱基地組織為一“生存主义和自卫网络...分享知识和培训以准备危机情况”，但否认組織与新纳粹主义的联系。他同時稱其目标為“在全国范围内建立一个幹部队伍”。
「基地」組織已被以下国家指定为恐怖实体：
- 加拿大（2021年2月3日）[1][11][12]
- 英国（2021年7月12日）[2]
- （2021年11月24日）[3][13]
- 新西兰（2022年6月）[14]

2025年7月10日，烏克蘭安全局上校伊萬·沃羅內奇（Ivan Voronych）於基輔街頭遇刺身亡，組織隨後公開承認受俄羅斯政府指使行刺。